# 托伊拉

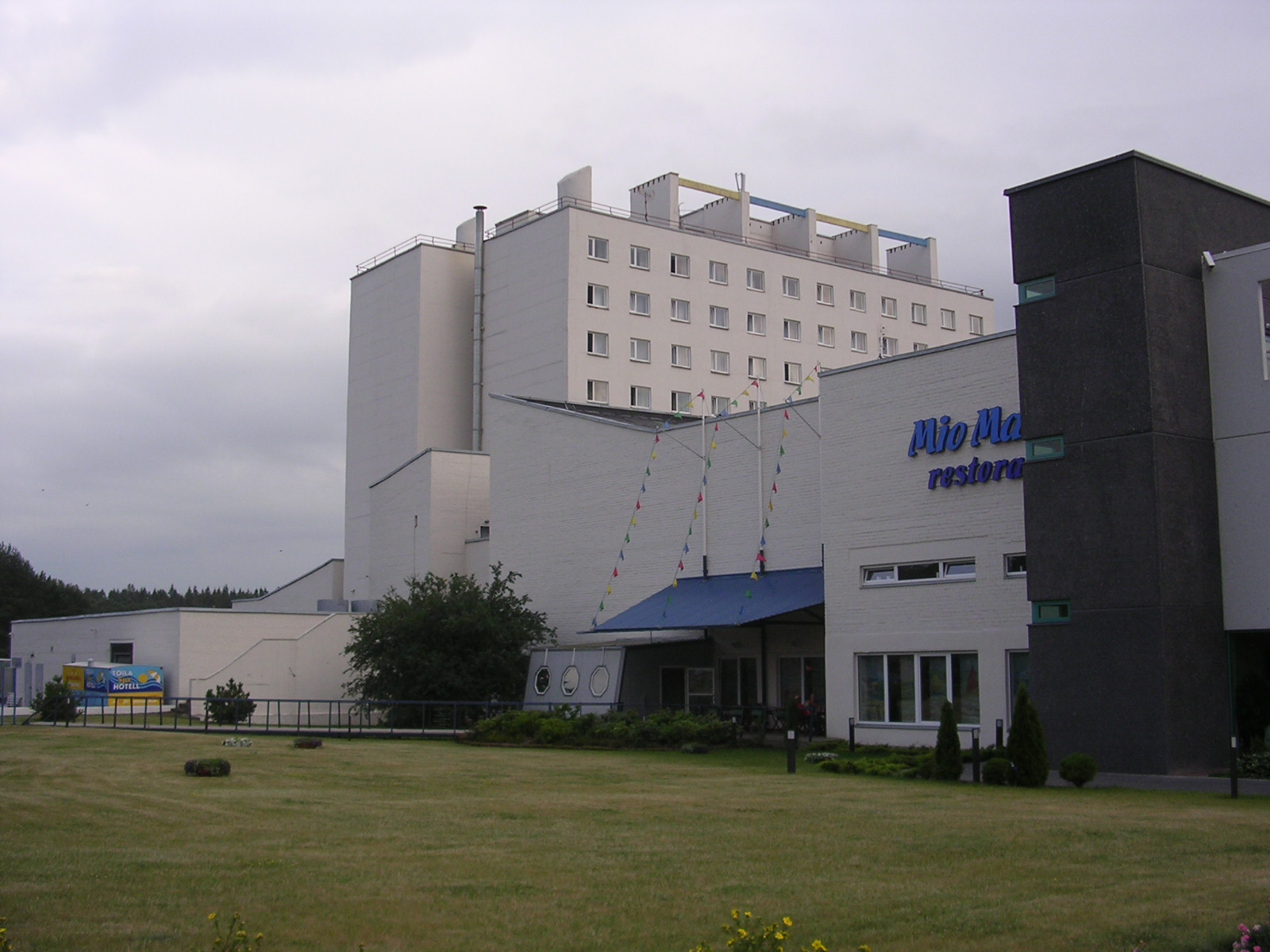
托伊拉水疗旅店

托伊拉，是愛沙尼亞東維魯縣托伊拉市镇内的小鎮及其行政中心，處於納爾瓦灣沿岸，距離約赫維10公里，2011年該小鎮人口780。